# ユルゲン・ソマー
ユルゲン・ソマー（Juergen Peterson Sommer、1969年2月27日 - ）は、アメリカ合衆国の元サッカー選手。元アメリカ代表。ポジションはゴールキーパー。

## 来歴
アメリカ代表出場経験は無かったが、自国開催の1994 FIFAワールドカップのメンバーに選ばれた。1994年9月に親善試合で代表デビュー。1998 FIFAワールドカップにも2大会連続でメンバーに選ばれた。アメリカ代表で8試合に出場した。

## 代表歴

### 出場大会
- アメリカ代表
  - 1994 FIFAワールドカップ
  - 1998 FIFAワールドカップ

### 試合数
- 国際Aマッチ 8試合 0得点（1994年-1998年）[1]

| アメリカ代表 | 国際Aマッチ | 国際Aマッチ |
| 年           | 出場        | 得点        |
| ------------ | ----------- | ----------- |
| 1994         | 2           | 0           |
| 1995         | 2           | 0           |
| 1996         | 1           | 0           |
| 1997         | 2           | 0           |
| 1998         | 1           | 0           |
| 通算         | 8           | 0           |